# Annawan, Illinois
Annawan är en ort i Henry County i delstaten Illinois, USA.